# Consolidated B-24 Liberator
Consolidated B-24 Liberator (angleško: osvoboditelj, znan tudi kot »ptič iz San Diega«) je bil štirimotorni težki bombnik proizvajalca Consolidated Aircraft, ki so ga uporabljala skoraj vsa zavezniška vojna letalstva v drugi svetovni vojni, tako na tihomorskem (PTO) kot na evropskem bojišču. B-24 je tudi ameriško bojno letalo, ki so ga izdelali v največjem številu - 18.482. Kot težki bombnik je opravljal naloge tudi kot mornariški patruljni bombnik (označba Vojne mornarice ZDA PB4Y Privateer) in kot težko transportno letalo, označeno z oznakama C-87 ali C-109.
Zaradi svojega dosega je bilo letalo še posebej primerno za naloge, kot je bil znani neuspešni napad iz Severne Afrike na devet naftnih rafinerij v okolici Ploieștija 1. avgusta 1943 in za dolge čezmorske napade na tihomorskem bojišču.

## Zasnova in razvoj letala
Podobno kot enako uspešni North American P-51 Mustang so tudi Libertatorja izdelali v naglici. Januarja 1939 je Zračni korpus Kopenske vojske ZDA (USAAC) povabil znamenito podjetje, ki je desetletji pred vojno izdelovalo velika vodna letala - Consolidated Aircraft iz kalifornijskega San Diega, naj predloži konstrukcijsko zasnovo za bombnik velikega dosega, velike hitrosti in večjo operativno višino, kot jo je imela tedanja glavna opora Zračnega korpusa Boeing B-17 Flying Fortress.
Pogodbo za prototip so podpisali marca in zahtevali, da mora biti gotov do konca leta. Konstrukcija je bila enostavna, vendar za tisti čas napredna. Največja vzletna masa 32.000 kg je bila ena največjih v tem času. Liberator je bilo prvo ameriško letalo, ki je namesto običajnega dvokolesnega podvozja uporabljalo trikolesno z nosnim kolesom. Imelo je dolgi, vitki krili z visokim krilnim razmerjem za kar največjo varčnost. Imelo je tudi dvojčna navpična smerna stabilizatorja, ki so jima hudomušno rekli »skedenjska vrata«.
V primerjavi z letečo trdnjavo B-17 je bil B-24 krajši in je imel za 25 % manjšo površino kril, vendar za 1,8 m večji razpon kril. Imel je tudi veliko večjo nosilnost. B-17 je imel 9-valjne Curtiss-Wrightove zvezdaste motorje R-1820 Cyclone, B-24 pa 14-valjne Pratt & Whitneyjeve zračno hlajene dvovrstične zvezdaste motorje R-1830 Twin Wasp s 746 kW moči.
Consolidated je končal prototip, do tistega časa znan kot XB-24, in ga imel pripravljenega za prvi preskusni polet dva dni pred koncem 1939. V letu 1940 je poletelo še sedem razvojnih letal YB-24 in Consolidated je začel priprave na proizvodnjo. V začetku so poletela letala prvega naročila: 36 za Zračni korpus, 120 za Francosko vojno letalstvo in 164 za Kraljevo vojno letalstvo (RAF). Večino letal iz prvih dobav je dobila britanska vojska, vključno s tistimi, ki jih je izvirno naročila Armée de l'Air, ko je Francija leta 1940 doživela zlom.
Zaporedje označb
- Vojaško: XB-21 - XB-22 - B-23 - B-24 - B-25  - B-26 - XB-27
- Consolidated: 29 - 30 - 31 - 32 - 33 - 34 - 35